# Grube Segen Gottes
Die Grube Segen Gottes ist eine ehemalige Bleierzgrube im Bensberger Erzrevier in Stümpen in der Stadt Rösrath.

## Geschichte
Das erste Mutungsgesuch unter dem Namen Gottessegen stellte der Steiger Theodor Heibach aus Hoffnungsthal am 19. Dezember 1902 auf Blei- und Zinkerze. Bei der Feldesbesichtigung am 23. Januar 1903 stellte sich heraus, dass lediglich Bleierze vorgezeigt werden konnten. Deshalb erneuerte Heibach seine Mutung am 29. Januar 1903 ausschließlich auf Bleierze. Zwischenzeitlich hatte er seine Anteile an der Mutung Gottessegen an den Bergwerksdirektor Albert Lippig und den Kaufmann Vierkotten abgetreten. In der Schlussverhandlung am 24. Juni 1903 gab es Unstimmigkeiten hinsichtlich des Namens für die Grube, weil es bereits zwei Gruben mit dem Namen Gottessegen gab. Am 12. August 1903 einigte man sich darauf, dass die Mutung den neuen Namen Segen Gottes erhalten solle. Dementsprechend erfolgte am 27. Oktober 1903 die Verleihung der Grube Segen Gottes an Theodor Heibach, Gustav Wolff und Albert Lippig auf Blei. Die drei genannten Herren bildeten laut Notarurkunde vom 30. November 1903 eine Gewerkschaft mit 100 Kuxen. Der Gesamtwert des Bergwerks war zuvor am 22. November 1903 auf 5.000,- Mark geschätzt worden. Das Oberbergamt Bonn teilte der Wertpapierabteilung der Commerzbank AG in Düsseldorf am 28. April 1959 auf Anfrage unter anderem mit, dass ein Betrieb auf dem Bergwerk Segen Gottes offenbar nicht stattgefunden habe.

## Lage
Der Fundpunkt der Grube lag im westlichen Querschlag eines Schürfschächtens von 8 m Teufe, etwa 130 m nördlich von der Ortschaft Steinknippen in der Stadt Rösrath. Steinknippen war eine kleine Siedlung in Stümpen auf der heutigen Margarethenhöh, wo der Ahornweg und der Gerottener Weg zusammentreffen. 